# Castanopsis castanicarpa
Castanopsis castanicarpa är en bokväxtart som först beskrevs av William Roxburgh, och fick sitt nu gällande namn av Édouard Spach. Castanopsis castanicarpa ingår i släktet Castanopsis och familjen bokväxter. Inga underarter finns listade.